# Acanthoderes laportei
Acanthoderes laportei là một loài bọ cánh cứng trong họ Cerambycidae.